# Холивудска антинацистка лига
Холивудската антинацистка лига (на английски: Hollywood Anti-Nazi League), по-късно известна като Американска мобилизация за мир, е основана в Лос Анджелис през 1936 г. от Ото Кац и други с цел да организира членове на американската филмова индустрия да се противопоставят на фашизма и нацизма. Прекратява всички антинацистки дейности веднага след подписването на пакта Молотов – Рибентроп през август 1939 г.

## Основание
През 1936 г. се твърди, че комунистическата партия нарежда на Ото Кац да събере средства и да основе Холивудската антинацистка лига. За да започне работа, Кац организира вечеря за сто долара на чиния, на която присъстват Ървинг Талбърг, Джак Л. Уорнър, Дейвид О. Селзник и Самуел Голдуин. Джон Джоузеф Кантуел, архиепископ на Лос Анджелис, присъства, за да благослови вечерята. Актрисата и художник Глория Стюарт също участва в основаването.
Лигата е първата американска антинацистка организация, която не е открито свързана с американските евреи и служи като „централна точка на антинацизма на [филмовата] индустрия“ от 1936 до 1939 г.